# Kalenik (obwód Łowecz)
Kalenik (bułg. Каленик) – wieś w Bułgarii, w obwodzie Łowecz, w gminie Ugyrczin. Według danych szacunkowych Ujednoliconego Systemu Ewidencji Ludności oraz Usług Administracyjnych dla Ludności, 15 czerwca 2020 roku miejscowość liczyła 161 mieszkańców.

## Osoby związane z miejscowością

### Urodzeni
- Nenczo Iliew (1882–1944) – bułgarski pisarz